# Falke (Familienname)
Falke ist ein deutscher Familienname.

## Herkunft und Bedeutung
Falke ist ein indirekter Berufsname für einen Falkner.

## Varianten
- Falk
- Falkner

## Namensträger
- Adolf Falke (1888–1958), deutscher Architekt, Designer und Politiker
- Albert Falke (1922–2010), deutscher Unternehmer und Politiker (CDU)
- Andreas Falke (* 1952), deutscher Politikwissenschaftler und Hochschullehrer
- Bruno Falke (1843–1907), deutscher Unternehmer und Mäzen
- Dietrich Falke (* 1927), deutscher Arzt, Mikrobiologe und Virologe
- Franz Falke (Unternehmer) (1885–1951), deutscher Unternehmer
- Franz Falke (Politiker) (1909–1994), deutscher Politiker (CDU)
- Franz-Otto Falke (1923–2024), deutscher Unternehmer (Falke)
- Franz-Peter Falke (* 1951), deutscher Unternehmer
- Friedrich Falke (1871–1948), deutscher Agrarwissenschaftler
- Gustav Falke (1853–1916), deutscher Schriftsteller
- Gustav Falke (Philosoph) (* 1958), deutscher Philosoph
- Hans Falke von Lilienstein (1862–1932), österreichischer Jurist und Dichter
- Heinz Falke (1910–1985), deutscher Unternehmer
- Hermann Falke (Politiker) (1513/1514–1559), deutscher Jurist und Politiker, Bürgermeister von Lübeck
- Hermann Falke (Künstler) (1933–1986), deutscher Maler und Grafiker
- Horst Falke (Sänger) (* 1905; † unbekannt), deutscher Opernsänger (Bariton)
- Horst Falke (Geologe) (1909–1994), deutscher Geologe
- Horst Falke (Fußballspieler) (* 1938), deutscher Fußballspieler
- Jacob von Falke (1825–1897), deutscher Kultur- und Kunsthistoriker und Ästhetiker
- Jochen Falke (* 1956), deutscher Fußballspieler
- Johann Ernst Falke (1805–1880), deutscher Tierarzt
- Johann Friedrich Falke (1699–1753), deutscher lutherischer Pfarrer, Historiker und Fälscher
- Johannes Falke (1823–1876), deutscher Historiker
- Josef Falke (* 1949), deutscher Rechtswissenschaftler
- Jutta Falke-Ischinger (* 1963), deutsche Publizistin und Journalistin
- Konrad Falke (Karl Frey; 1880–1942), Schweizer Schriftsteller
- Kriemhild Falke (1922–1974), deutsche Schauspielerin, Synchron- und Hörspielsprecherin
- Kristina Ziemer-Falke (* 1981), deutsche Tierheilpraktikerin und Autorin
- Matthias Falke (* 1970), deutscher Schriftsteller
- Oskar Falke (1827–1883), österreichischer Autor, Industrieller, Gutsbesitzer und Politiker des Abgeordnetenhauses
- Otto von Falke (1862–1942), deutscher Kunsthistoriker
- Paul Falke (1920–1990), deutscher Unternehmer und Politiker
- Rita Falke (1919–2008), deutsche Romanistin und Hochschullehrerin
- Robert Falke (1864–1948), deutscher evangelischer Geistlicher, Hofprediger, Superintendent und Publizist

## Fiktive Personen
- Thorsten Falke, Figur aus der Fernsehreihe Tatort